# Ivan Deneș
Ivan Alexandru Deneș (în ortografie maghiară Iván Dénes și în cea germană Ivan Denes, n. 16 septembrie 1928, Timișoara – d. 16 ianuarie 2011, Berlin ), a fost un scriitor, jurnalist și traducător român, evreu bănățean, stabilit și naturalizat în Germania. A fost o personalitate controversată din punct de vedere politic și literar.
Fiu al unui comerciant evreu din Timișoara, după absolvirea liceului catolic piarist din Timișoara, a studiat filosofia la universitățile din Cluj și București. În anii 1945-1947 a fost membru al Partidul Comunist Român.
A activat ca lector de editură și redactor de ziar, apoi, din 1952, ca traducător și realizator de filme documentare. În 1957-1958 a fost secretar literar la Teatrul de Păpuși din Cluj.
În 1947 și în perioada 1958-1964 a fost deținut politic. În 1958 a fost condamnat la 20 de ani închisoare, acuzat de înaltă trădare. Potrivit unor surse memorialistice și câtorva foști deținuți politici, organele de represiune l-ar fi folosit pe Deneș în diverse penitenciare (de exemplu la Pitești și în 1962-1964 la Gherla și Dej) ca informator. Deneș acceptase deja în 1948 să colaboreze cu Securitatea. În timpul detenției și-a reluat activitatea de colaborator pe care a continuat-o și după plecarea sa „legendată“ din România. În dosarele Securității Deneș apare conspirat sub mai multe nume; în România: „Aurel Bantaș", „Alecu Sîrbu" respectiv „Alexandru Sîrbu“, iar după ce a fost trimis în Occident: „GX-36", înlocuit mai tîrziu cu numele „Petru Pintilie", „Kraus" respectiv „Konrad". 
După amnistiere și eliberarea din închisoare, a continuat activitatea literară de creație și de traducător. Între altele, a tradus în limba română din limba germană cărți de Thomas Mann, Hermann Hesse (Narziss und Goldmund 1968), din franceză (Romain Rolland), din limba maghiară (Tamás Deák), din ebraică (Aharon Megged, Eroii mor și ei, roman), din engleză (Thornton Wilder și Robert Graves).
Deneș a publicat în 1968 la Editura pentru Literatură din București, romanul Păpușarul, în care a folosit informații inedite, care, în acea epocă, nu erau accesibile publicului larg. În roman tematizează atitudinea bisericilor în perioada stalinismului.
În 1970 a emigrat în Israel, unde a fost lector la catedra de literatură comparată la universitatea din Haifa. Cu o bursă primită de la serviciul german de schimburi academice (DAAD), a participat în 1971 în Germania la un seminar pentru artiști. S-a stabilit definitiv la Berlin. A lucrat, începând din 1972, la editura Axel Springer, inițial ca arhivar documentarist, apoi ca redactor. Din 1979 a lucrat scurt timp la postul de radio Europa Liberă, de unde a fost dat afară în urma protestelor unor foști deținuți politici care i-au reproșat faptul că participase la reeducarea deținuților. Deneș a lucrat după scurtul său stagiu de la Europa Liberă la editura Axel Springer, continuînd să viziteze România, unde s-a întîlnit cu ofițerii săi de legătură. După ultima sa escală, „acoperită“, la București, în noiembrie 1989, generalul de Securitate Aristotel Stamatoiu propune să fie decorat cu ordinul „Tudor Vladimirescu". A continuat să colaboreze la Radio Europa Liberă cu corespondențe sporadice, semnându-le cu diferite pseudonime, ca de exemplu Ion Daniel. 
Ca informator, a participat în folosul Securității comuniste din România la urmărirea și încercarile de denigrare ale pastorului Richard Wurmbrand  și a activității postului de radio "Europa Liberă" și altor persoane, inclusiv prieteni și cunoștințe.
În 1981 a înființat o agenție de știri proprie, Ost-West-Presseagentur și și-a continuat activitatea de jurnalist liber-profesionist.
În Germania a publicat mai multe lucrări literare și de presă:
- Angor Pectoris. Acht Charaktere, nachgezeichnet aus der Hafterfahrung. Erzählungen (Angor pectoris. Opt personaje, reconstituite în baza experienței din detenție. Povestiri). Oberbaum Verlag, Chemnitz-Berlin-St. Petersburg, 1997
- Wer und was ist die „Ostküste” des Dr. Helmut Kohl? Jüdische Organisationen in den USA, Zionismus, Judentum. Ein Dossier. Macht in der Macht (Cine și ce este "Coasta de est" a Dr. Helmut Kohl? Organizații evreiești in SUA, sionism și iudaism. Un dosar. Putere în putere), Oberbaum Verlag, Berlin, 2000.
- Die Bücher der Schlaflosigkeit (Cărțile insomniei), Oberbaum Verlag, Berlin, 2002.

A aderat la o formațiune politică minoră Conservatorii germani (Die Deutschen Konservativen e.V.), considerată organizație extremistă de dreapta, potrivit raportului anual, ediția 1995, dat publicității de serviciul de informații interne al Germaniei, Oficiul federal pentru protecția constituției). A fost de asemeni membru al Societății Prusiene Berlin-Brandenburg (Preußische Gesellschaft Berlin-Brandenburg), de orientare politică naționalistă, xenofobă, iredentistă cu privire la fostele teritorii germane din est, pierdute după cel de-al Doilea Război Mondial și revizionistă față de responsabilitatea regimului național-socialist.
A fost redactor șef la gazeta Deutsche konservative Zeitung, a colaborat și la unele reviste și ziare considerate radicale de dreapta, ca, de pildă, hebdomadarul berlinez Junge Freiheit, publicația Ostpreußenblatt și revista naționalistă austriacă Zur Zeit.
Dénes era adversar declarat al art. 130 din Codul penal german, relevant pentru cazurile de negaționism și revizionism, susținând că respectivele prevederi de lege restrâng libertatea opiniei și a cuvântului. Totodată Dénes afirma în același context că naziștii ar fi reprezentat o orientare politică de stânga.
A candidat, fără succes, în 2007, pentru un loc în consiliul municipal Bremen, pe lista unei formațiuni politice de extremă dreapta, condusă de Joachim Sigerist și de fostul activist extremist de stânga, devenit radical de dreapta Bernd Rabehl.
Deneș fost căsătorit de trei ori și a divorțat. Are trei fii din a doua căsătorie. A avut pasiunea alcoolului.
Funeraliile și înhumarea au avut loc la 20 ianuarie 2011 în cimitirul evreiesc din Berlin-Weißensee.

## Literatură secundară
- Mihai Pelin, Operațiunile "Melița" și "Etereul". Istoria Europei libere prin documente de Securitate, Editura Albatros, București, 1999, pp. 109, 119, 147, 183-184, 264–265, 268, 313.
- Mihai Pelin, Opisul emigrației politice, Editura Compania, București, 2002, pp. 105–106.
- Portretul lui Ivan Deneș în memoriile fostului deținut politic, Ion Ioanid, în: Ivan Denes, Halbjahresschrift - hjs-online, 20.4. 2011
- Securitatea și Ivan Deneș, RFI, 29. 4. 2011  Arhivat în 13 decembrie 2014, la Wayback Machine.
- Vladimir Tismăneanu, Păpușa păpușarilor: Destinul intortocheat, straniu și abject al lui Ivan Denes, I., 20.4.2011  II., 1.5. 2011